# Сулейман Барджини

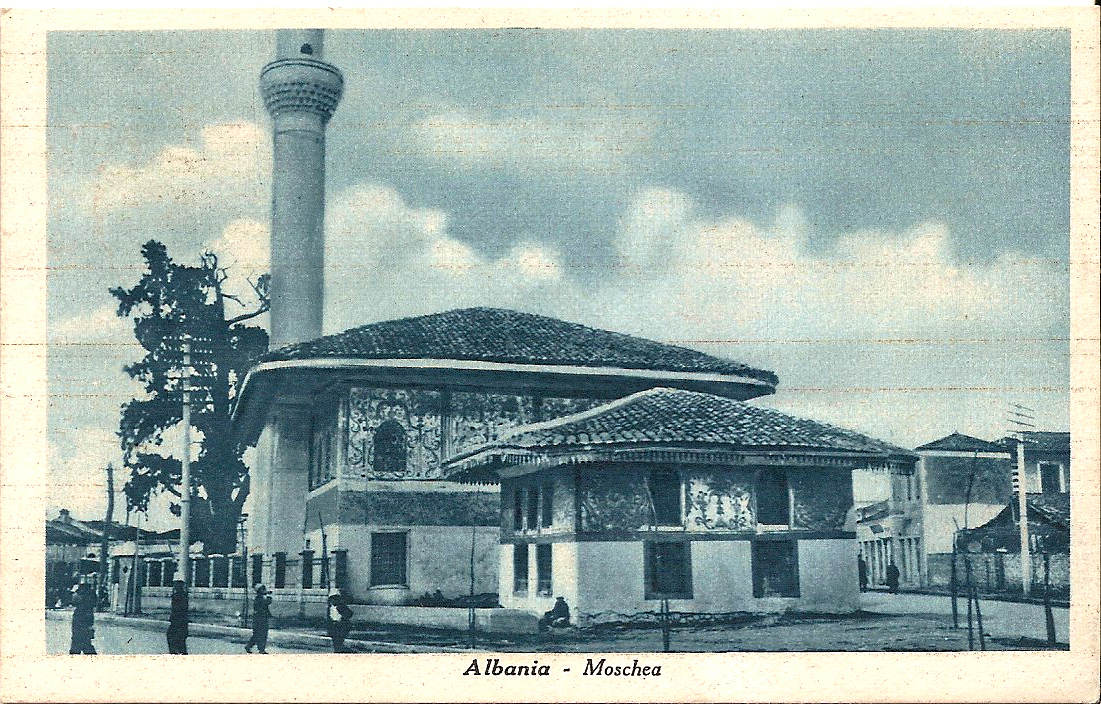
Мавзолей Сулеймана-паши в Тиране, снесённый коммунистами

Сулейман-паша Барджини  — военачальник Османской империи, оставивший заметный след в истории своей родной Албании. Сулейман был родом из Барджина, но жил в деревне Мулет. В 1614 году основал новый торговый пункт и дал ему название Тирана. С годами Тирана стала центром албанского искусства, культуры и религии. Памятник Сулейману-паше стоит на площади его имени в центре Тираны.

## Здания, связанные с именем Сулеймана-паши
- Мечеть Сулеймана-паши
- Гробница Сулеймана-паши Барджини